# Ahilya simillima
Ahilya simillima är en stekelart som beskrevs av Gupta 1983. Ahilya simillima ingår i släktet Ahilya och familjen brokparasitsteklar. Inga underarter finns listade i Catalogue of Life.